# St. Catharina (Dinklage)

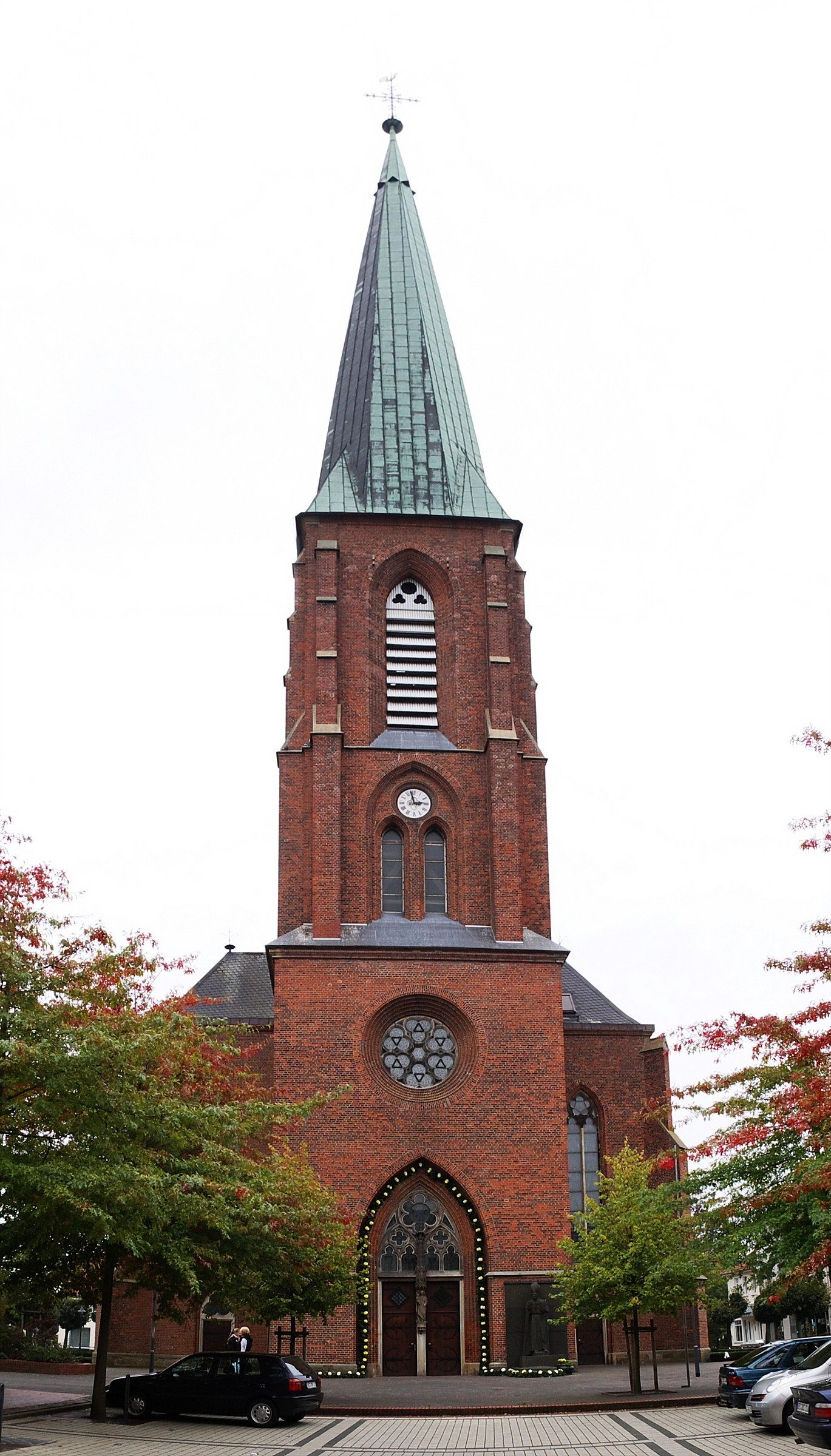
St. Catharina in Dinklage

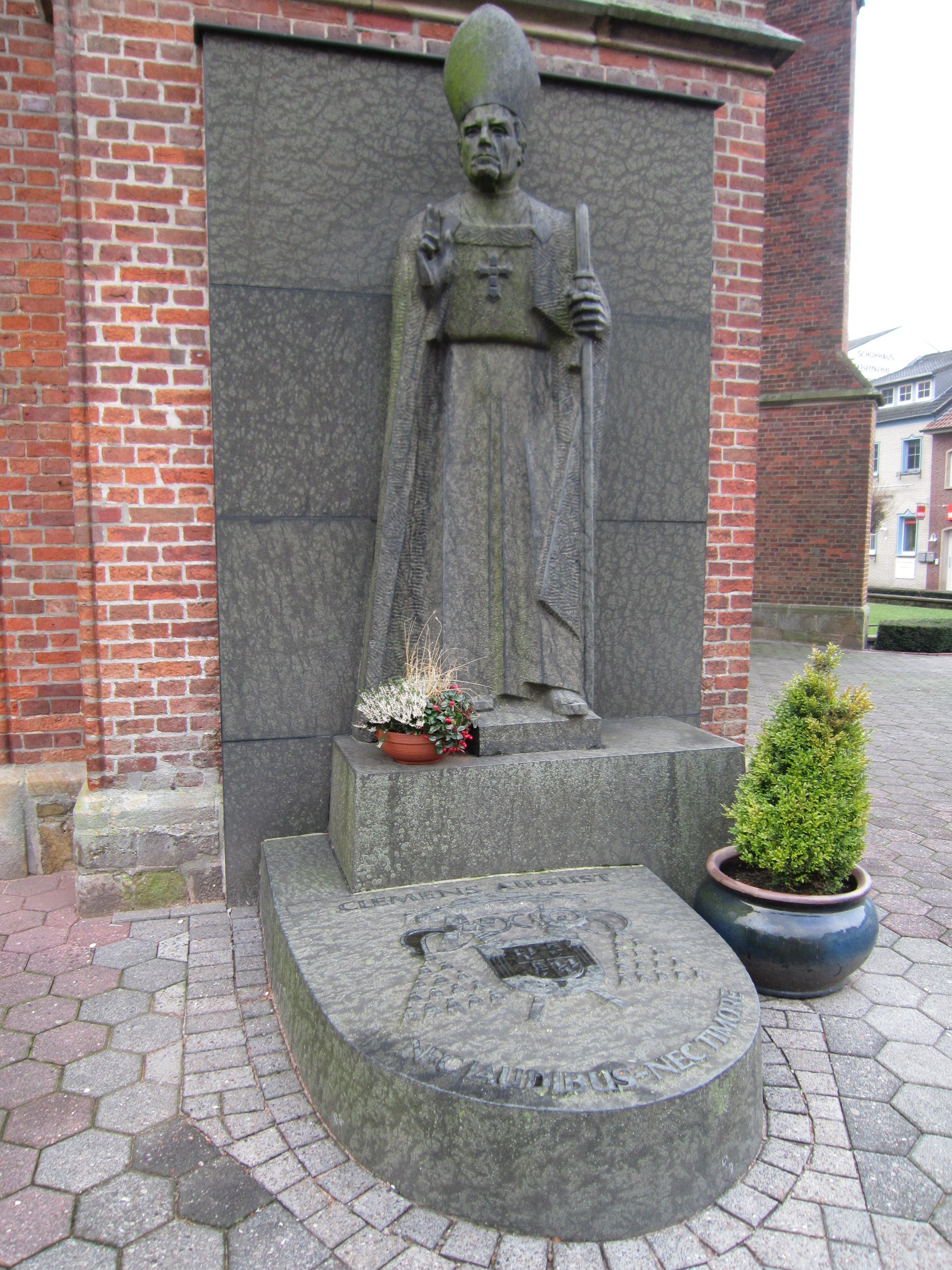
Kardinal Clemens-August Graf von Galen (Denkmal neben dem Hauptportal)

St. Catharina ist die Kirche der katholischen Pfarrgemeinde St. Catharina in Dinklage.
Sie hat mit 72 Metern den höchsten Kirchturm im Oldenburger Münsterland. Der dreischiffige neugotische Kirchenbau wurde von 1875 bis 1878 durch den münsteraner Architekten August Hanemann errichtet und 1884 geweiht.
Die Kirche steht unter dem Patrozinium der Heiligen Katharina von Alexandrien. Das Patronatsfest wird am 25. November gefeiert. Als Patronin wurde die Hl. Catharina erstmals 1396 erwähnt. Seit dem 17. Jh. besaß die Familie von Galen das Patronatsrecht und verzichtete erst 1956 darauf.

## Geschichte

### Erste Kirche in Dinklage
Laut Forschung wurde in Dinklage die erste Kirche um 1300 errichtet. Zur damaligen Zeit war es jedoch eine Kirche im Fachwerkstil, also wesentlich kleiner als die heutige Kirche. Aus dem 14. Jahrhundert ist heute bekannt, dass die Kirche am 4. Juli 1349 eingeweiht wurde. Da es sich jedoch wohl um eine neue Kirche gehandelt hat, gab es bereits zu dieser Zeit einen zweiten Kirchenbau. Es könnte aber auch sein, dass die erste Kirche (im Stil des Fachwerks), erst nachträglich eingeweiht worden ist. Die heutige Forschung ist sich darüber uneinig. Über die Einzelheiten der Kirche ist ebenso wenig bekannt. Aus dem Jahr 1716 stammen jedoch folgende Daten: Die Länge der Kirche betrug 72 Fuß und ihre Breite 29 Fuß. Wenn ein Fuß als 30 cm berechnet wird, ergibt sich eine Länge von 21,60 m und eine Breite von 8,70 m.
Nach der Reformationszeit und während des Dreißigjährigen Krieges hatte die damalige Kirche sehr gelitten. Sie erweckte eher den Eindruck „einer Scheune oder eines Stalles“. Als der Hochaltar 1652 jedoch eingeweiht wurde, änderte sich das Bild der Kirche. Bei einer Visitation vom 3. Mai 1655 heißt es: „Kirche und Gemeinde sind groß. Im Gotteshaus sieht alles vollständig und herrlich aus wegen der Epitaphien der Dinklager Adeligen.“ Nach dem Dreißigjährigen Krieg, nach der Rückgewinnung der Protestanten und nach der Eingemeindung der Bewohner von Bünne und Wulfenau wuchs die Bevölkerung in Dinklage wieder. Dies hatte zur Folge, dass die Kirche zu klein für die Gemeinde wurde. 1703 schrieb Pastor Ribbers an den damaligen Bischof einen Brief, in dem er kritisierte, dass die Kirche nicht einmal ein Drittel der Gläubigen aufnehmen könne: „Dies gibt viel Anlass zu Streitigkeiten, und kommt es zuweilen sogar zu argen Tumulten, indem sich die Leute gegenseitig aus den Bänken drängen.“ Kurz nachdem Ribbers den Brief am 8. Dezember 1703 nach Münster abgeschickt hat, warf ein starker Sturm die Kirchturmspitze um, wobei jedoch niemand verletzt wurde. Im Jahr 1704 wurde der Turm dürftig wieder aufgebaut. Bis zum Tod von Pastor Ribbers wurde das Problem der zu kleinen Kirche laut Akten jedoch nicht gelöst.

### Die Erweiterung der Kirche im 18. Jahrhundert
Nach Pastor Ribbers Tod trat Franz Wilhelm Lameyer 1716 den Dienst als Pastor in der Dinklager Pfarrgemeinde an. Nachdem er mit den Gegebenheiten in der Kirchengemeinde vertraut war, wandte er sich, ebenso wie sein Vorgänger, an den Bischof in Münster, um das Problem der zu kleinen Kirche zu beseitigen. Bischof Clemens August I. (1719–1761) sprach 1720 der Dinklager Gemeinde durch eine Kollektenspende finanzielle Hilfe zu. Die Kollekte fand in der Diözese durch Haussammlungen statt. Nach Schwierigkeiten mit der Materialbeschaffung aus Osnabrück wurden die Umbauarbeiten im Jahr 1727 fertiggestellt. Laut Kirchenrechnungen wurde der neue Altar am 4. Januar 1727 an seinen neuen Standort verbracht. Über die genau Turmgröße und das Ausmaß des Chorraumes ist wenig bekannt. Sicher ist nur, dass im Laufe des 18. Jahrhunderts die Kirche groß genug für die damalige Gemeinde war; denn erst gegen Ende des Jahrhunderts machte sich erneut Platzmangel bemerkbar. Dieser wurde dadurch behoben, dass der Orgelraum ausgebaut und der Gemeinde zugänglich gemacht wurde.

### Die heutige Kirche

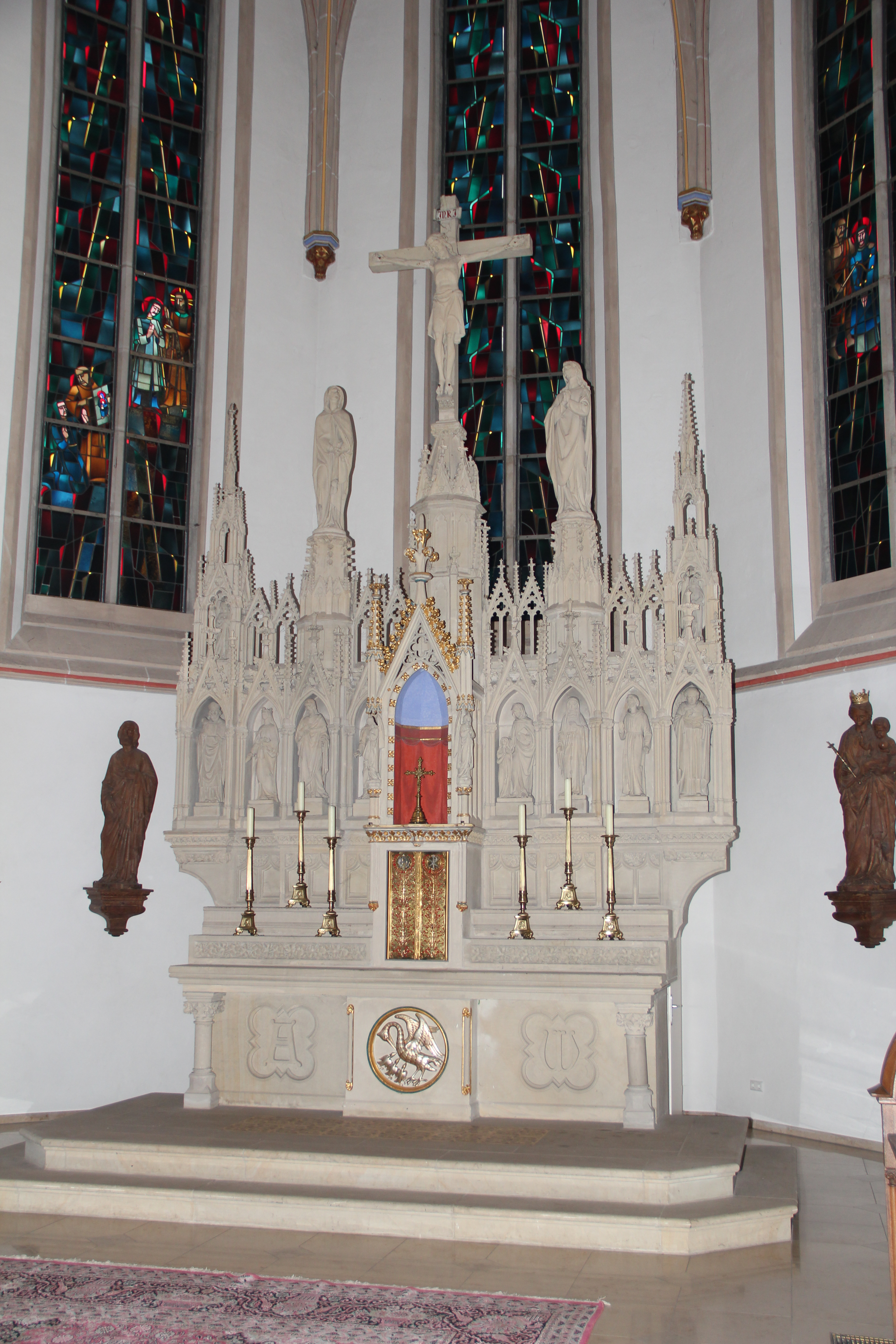
Hochaltar von St. Catharina

Im Jahre 1884 wurde die heutige Kirche geweiht. Die Seitenaltäre wurden am 7. Oktober 1895 durch Weihbischof Max Gereon von Galen konsekriert.
1897 gab der Pastor eine neue Kanzel bei den Architekten Kersting und Wenking (Münster) zum Preis von 4.700 Mark in Auftrag, welche aus Sandstein gefertigt wurde. Die Figuren und Reliefs an der Kanzel stammen vom Bildhauer August Schmiemann (Münster). Die aus Sandstein gefertigten Reliefbilder gleichen stylistisch den Reliefbildern der ehemaligen Kanzel des St.-Paulus-Doms in Münster, die Schmiemann 1884 aus Bronze fertigte. Im Zuge der Kirchenumgestaltung infolge des Zweiten Vatikanischen Konzils wurde die Kanzel entfernt. Die Figuren und Bildtafeln blieben aber erhalten. Die Figuren, welche die vier Evangelisten zeigen, sind heute in der linksseitig vom Altarraum befindlichen Clemens-August-Kapelle neben der Reliquie des Kardinal von Galen angebracht. Die Bildtafeln sind im Altar der Clemens-August-Kapelle eingelassen und zeigen folgende Szenen:
- Der 12-jährige Jesus im Tempel
- Jesus predigt vom Schifflein
- Die Bergpredigt
- Jesus am JakobsbrunnenDie Figuren der ehem. Kanzel von Bildhauer August Schmiemann (Münster)

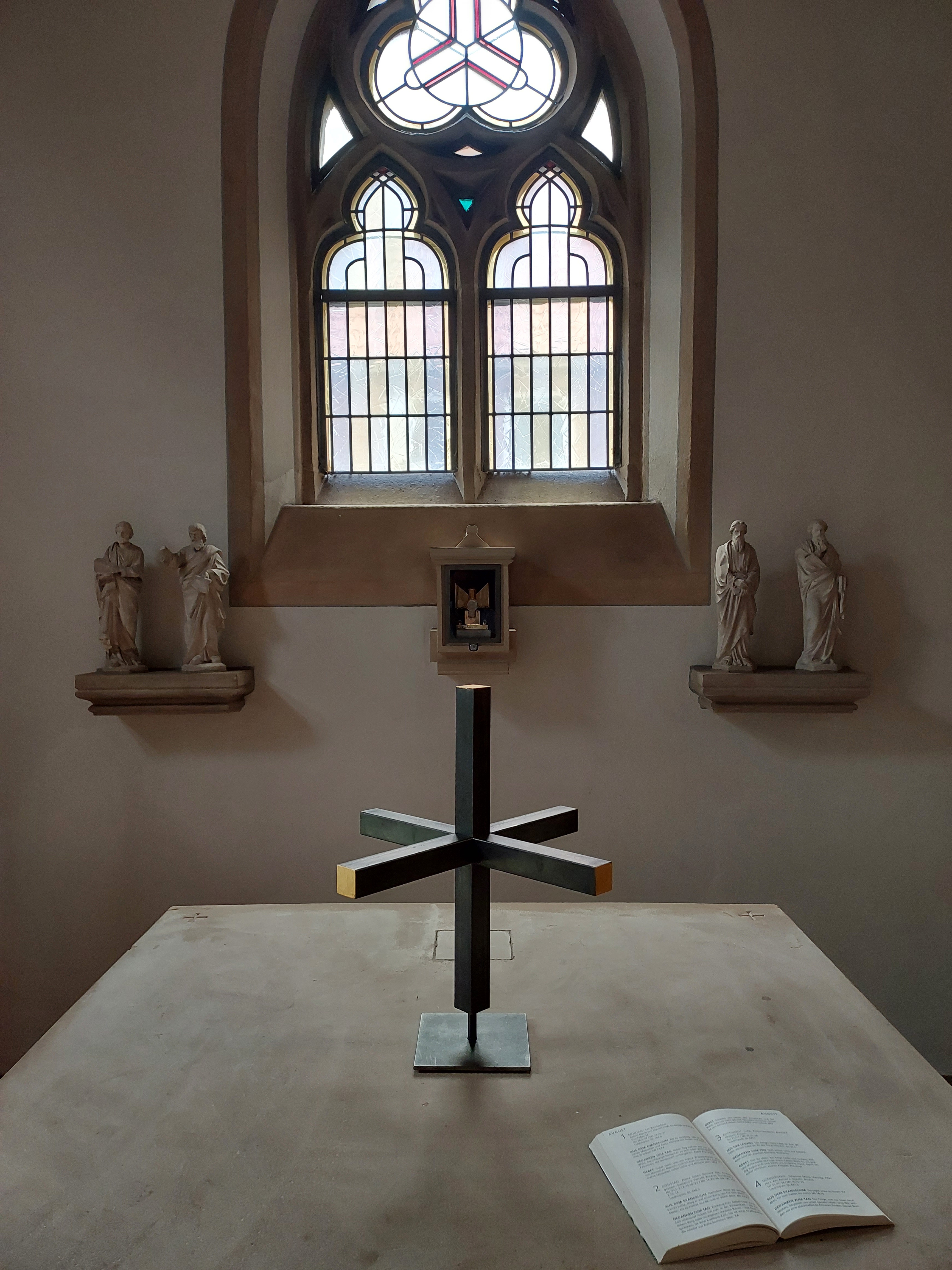
Die Figuren der ehem. Kanzel von Bildhauer August Schmiemann (Münster)

Die Kirche verfügt über 1050 Sitzplätze, 4 Glocken aus Gussstahl und 2 Glocken aus Bronze. Der Hochaltar ist eine Stiftung des Grafen von Galen, die Seitenaltäre und die Orgel wurden von den Kaufleuten Wehry resp. Bahlmann aus Amsterdam gestiftet. 1897 wurde eine Kanzel eingebaut, die erste Heizung folgte 1914. Die Orgelbühne wurde zuletzt 1922–23 erneuert, eine neue Orgel kam 1934 hinzu. 1939 wurde eine Lautsprecheranlage installiert. Die Kirche erhielt 1943 neue Kommunionbänke, 1950 neue Seitenfenster und 1960 neue Chorfenster. In den Jahren 1999–2000 erfolgte eine Außensanierung des Mauerwerks. Der Innenausbau wurde 2003 umfassend erneuert. Seit 1958 erinnert neben dem Hauptportal ein Denkmal an den wohl berühmtesten und bedeutendsten Sohn der Stadt, Kardinal Clemens-August Graf von Galen, Bischof von Münster. Das Denkmal stammt von dem Düsseldorfer Bildhauer Wilhelm Hanebal.

### Orgel
Die Orgel von St. Catharina – vermutlich die größte im Oldenburger Land – wurde 1991 von Siegfried Sauer (Höxter) erbaut. Das Instrument verfügt über ein großes symphonisch-romantisches Schwellwerk und ein barockes Rückpositiv und hat insgesamt 53 Register auf Schleifladen. Die Spieltrakturen sind mechanisch, die Registertrakturen elektrisch.
| I Hauptwerk C–a3 |                   |       |
| 1.               | Principal         | 16′   |
| 2.               | Principal         | 8′    |
| 3.               | Doppelflöte       | 8′    |
| 4.               | Spillpfeife       | 8′    |
| 5.               | Gamba             | 8′    |
| 6.               | Oktave            | 4′    |
| 7.               | Traversflöte      | 4′    |
| 8.               | Quinte            | 2 ⁄3′ |
| 9.               | Oktave            | 2′    |
| 10.              | Cornett V (ab c0) | 8′    |
| 11.              | Mixtur V          | 2′    |
| 12.              | Kleinmixtur III   | 1′    |
| 13.              | Trompete          | 16′   |
| 14.              | Trompete          | 8′    |
|                  | Tremulant         |       |

| II Rückpositiv C–a3 |                 |       |
| 15.                 | Gedeckt         | 8′    |
| 16.                 | Quintade        | 8′    |
| 17.                 | Principal       | 4′    |
| 18.                 | Spitzflöte      | 4′    |
| 19.                 | Flachflöte      | 2′    |
| 20.                 | Oktävlein       | 1′    |
| 21.                 | Sesquialtera II | 2 ⁄3′ |
| 22.                 | Dulzian         | 16′   |
| 23.                 | Krummhorn       | 8′    |
|                     | Tremulant       |       |

| III Schwellwerk C–a3 |                  |        |
| 24.                  | Bordun           | 16′    |
| 25.                  | Holzprincipal    | 8′     |
| 26.                  | Bleigedackt      | 8′     |
| 27.                  | Salicional       | 8′     |
| 28.                  | Vox coelestis    | 8′     |
| 29.                  | Ital. Principal  | 4′     |
| 30.                  | Nachthorn        | 4′     |
| 31.                  | Violine          | 4′     |
| 32.                  | Rohrnasat        | 2 ⁄3′  |
| 33.                  | Schwiegel        | 2′     |
| 34.                  | Terz             | 1 3⁄5′ |
| 35.                  | Sifflet          | 1 ⁄3′  |
| 36.                  | Glöckleinton III | 4′     |
| 37.                  | Mixtur V         | 2 ⁄3′  |
| 38.                  | Basson           | 16′    |
| 39.                  | Trompette harm.  | 8′     |
| 40.                  | Hautbois         | 8′     |
| 41.                  | Vox humana       | 8′     |
| 42.                  | Clairon          | 4′     |
|                      | Tremulant        |        |

| Pedal C–g1 |               |       |
| 43.        | Bordun        | 32′   |
| 44.        | Principal     | 16′   |
| 45.        | Subbaß        | 16′   |
| 46.        | Oktavbaß      | 8′    |
| 47.        | Gedacktpommer | 8′    |
| 48.        | Choralbaß     | 4′    |
| 49.        | Bauernflöte   | 2′    |
| 50.        | Mixtur V      | 2 ⁄3′ |
| 51.        | Posaune       | 16′   |
| 52.        | Holztrompete  | 8′    |
| 53.        | Zink          | 4′    |

- Koppeln: II/I, III/I, III/II, I/P, II/P, III/P
- Spielhilfen: 64fache Setzeranlage mit Sequenzer, 4-faches Registercrescendo.